# Nesonycteris
Nesonycteris ist eine Gattung von Flughunden, die laut der Datenbasis Bat Species of the World aus vier Arten besteht, welche auf den Salomonen und in der zu Papua-Neuguinea zählenden autonomen Region Bougainville verbreitet sind. Das Taxon wurde 1887 durch Oldfield Thomas als Untergattung der Gattung Melonycteris beschrieben, die nach der Aufspaltung in zwei Gattungen nur den Schwarzbauch-Blütenflughund enthält.

## Taxonomie
Die oben genannte Datenbasis listet folgende Arten in der Gattung:
- Fardoulis-Blütenflughund (Nesonycteris fardoulisi, Flannery, 1993), lebt auf den Inseln Guadalcanal und Makira.
- Nesonycteris maccoyi (Flannery, 1993), ist auf Malaita verbreitet.
- Nesonycteris mengermani (Flannery, 1993), kommt auf dem New-Georgia-Archipel vor.
- Woodford-Blütenflughund (Nesonycteris woodfordi, Thomas, 1887), bewohnt Bougainville, Choiseul, Santa Isabel und die Nggela-Inseln.

Eine Studie von 2023 erkannte nur Nesonycteris fardoulisi und Nesonycteris woodfordi als Arten an und ordnete diesen 4 beziehungsweise 2 Unterarten zu. Laut der Untersuchung fand die Abspaltung von der Gattung Melonycteris auf Makira statt.

## Merkmale
Bei diesen Fledermäusen liegt die durchschnittliche Kopf-Rumpf-Länge bei 78 bis 84 mm, die Unterarmlänge bei 54 bis 57 mm, das Gewicht bei 38 bis 42 g und ein Schwanz fehlt. Es sind durchschnittlich 18 mm lange Hinterfüße und 11 bis 14 mm lange Ohren vorhanden. Je nach Art ist das Fell orangebraun oder schmutzig braun (wie Asche) gefärbt. Eine Schwanzflughaut ist nicht vorhanden und manche Arten besitzen rosa Punkte auf den Flügeln und Ohren. Gelegentlich unterscheiden sich die Zahnformen von Männchen und Weibchen was auf unterschiedliche Nahrungsquellen hindeutet.

## Lebensweise
Die Arten gehen nachts auf Nahrungssuche und besuchen verschiedene Bäume mit Blüten, um Nektar zu saugen. Das Revier wird mit verschiedenen anderen Flughunden geteilt. Die Geburt der Nachkommen findet zwischen Februar und April statt. Die Mutter trägt ihr Junges nicht, sondern lässt es im Versteck zurück.